# Académie chorégraphique de Bakou
L'Académie chorégraphique de Bakou(en azéri:Bakı Xoreoqrafiya Akademiyası;à Bakou) est une école supérieure spéciale de la République d'Azerbaïdjan qui met en œuvre des programmes d'enseignement général, secondaire et supérieur dans le domaine de la chorégraphie.

## Historique
Un studio de ballet a été ouvert sous le nom du Club Central Ali Bayramov par décision de la réunion du Commissariat du Peuple de la RSS d'Azerbaïdjan du 29 avril 1922. Le 18 août 1923, selon la décision du Conseil du Commissariat à l'Éducation du Peuple, un studio de rythme et de danse est ouvert à Bakou sous le nom de « Studio de Ballet ».
En 1929, ce studio est transformé en école chorégraphique de Bakou par décision du Conseil du Commissariat à l'Éducation du Peuple.
En 1933, 157 étudiants étudient à l'école chorégraphique de Bakou et la durée de l'enseignement est augmentée de 4 ans à 9 ans.
En 1935, par décision du Conseil des commissaires du peuple à l'éducation de la RSS d'Azerbaïdjan, l'École chorégraphique est renommée en École technique chorégraphique de Bakou, et en 1962, par décision du Comité de l'enseignement supérieur et secondaire spécialisé du Conseil des ministres de la RSS d'Azerbaïdjan, l'École de chorégraphie de Bakou relevant du Ministère de la Culture de la RSS d'Azerbaïdjan.
Par décret du Président de la République d'Azerbaïdjan du 30 avril 2014, l'Académie chorégraphique de Bakou est créée et commence à fonctionner sur la base de l'École chorégraphique de Bakou. 

## Programmes éducatifs
Selon la Charte approuvée par le décret n° 432 du 26 décembre 2014, l'Académie propose des programmes éducatifs de niveaux de l'enseignement général (primaire, secondaire général et secondaire complet), de spécialisation secondaire et de l'enseignement supérieur (licence, master, doctorat) et orientations pertinentes de l'enseignement complémentaire (spécialisation, reconversion du personnel, stage et perfectionnement du personnel, redoublement de l'enseignement supérieur et secondaire, promotion des diplômes).
Étant donné que les termes de l'art du ballet sont tirés du français, les élèves apprennent le français de la première année jusqu'à l'obtention du diplôme. Outre les matières générales enseignées dans les écoles secondaires, les matières de l'art sinistre, des danses familiales historiques, des scènes folkloriques, des danses classiques et nationales sont enseignées à un niveau élevé.